# Ofensiva de Leningrado–Novgorod
A Ofensiva de Leningrado–Novgorod foi uma ofensiva estratégica lançada pela União Soviética na Frente Oriental durante a Segunda Guerra Mundial. Foi lançada pelo Exército Vermelho em 14 de janeiro de 1944 quando atacaram as posições do Grupo de Exércitos Norte alemão nas frentes de Leningrado e Novgorod, com o objetivo de romper o cerco de Leningrado. Após duas semanas de intensos combates, os soviéticos reconquistaram a importante linha ferroviária Moscou-Leningrado, e em 26 de janeiro, Josef Stalin declarou que o cerco havia sido rompido e que as forças alemãs haviam sido expulsas do Oblast de Leningrado. O rompimento do cerco de 900 dias em Leningrado foi celebrado por toda a União Soviética como um grande feito. A ofensiva, contudo, se estendeu até 1 de março de 1944, quando os soviéticos começaram a redirecionar suas tropas para Narva, na Estônia, cruzando o vital rio da região, dando acesso ao mar Báltico, enquanto uma outra tropa soviética (a 2ª Frente Báltica) protegia o território e perseguia o XVI Corpo de Exército da Wehrmacht.
Os alemães sofreram ao menos 72 000 baixas nos combates e tiveram de recuar entre 60 e 100 quilômetros de Leningrado até o rio Luga. Já os soviéticos perderam quase 314 000 homens entre mortos, feridos ou desaparecidos.